# Kongbap

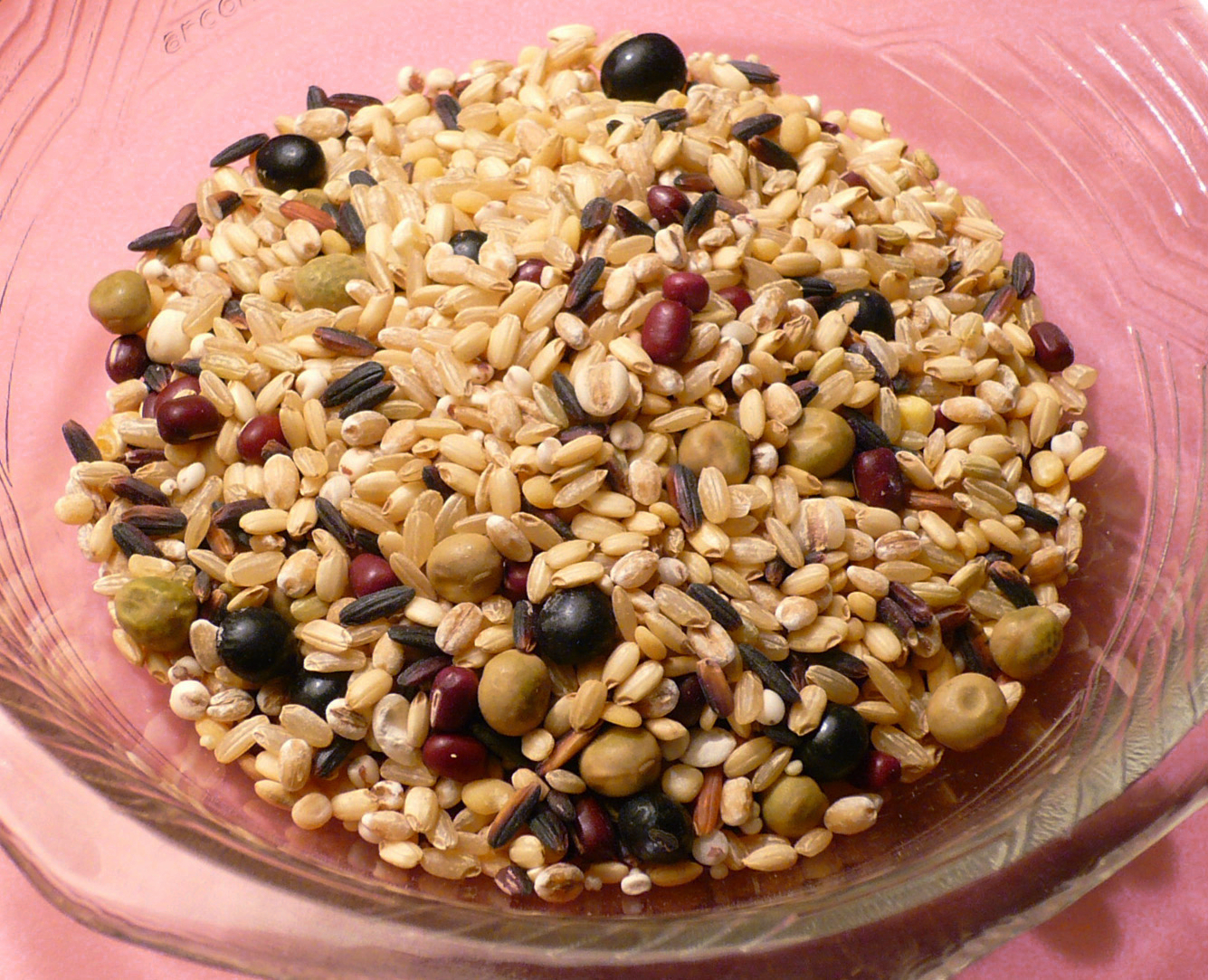
Kongbap seco.

Kongbap es un plato típico de la cocina coreana que consiste en arroz blanco y marrón hervido en conjunción con legumbres. Se trata de un plato muy sencillo y humilde. En Corea suele venderse en sobres donde los componentes han sido previamente deshidratados.

## Características
Suelen emplearse aparte de diversos tipos de arroz (basmati, arroz glutinoso, etc), legumbres como las judías azuki, las lentejas, etc. estos ingredientes se suelen cocer por separado y juntarse en un bol o ramequin para ser servidos calientes a los comensales. 